# Tetracanthella acuminata
Tetracanthella acuminata är en urinsektsart som beskrevs av Cassagnau 1959. Tetracanthella acuminata ingår i släktet Tetracanthella och familjen Isotomidae. Inga underarter finns listade i Catalogue of Life.